# Příběh Alvina Straighta
Příběh Alvina Straighta (anglicky The Straight Story) je americké filmové drama natočené v roce 1999 režisérem Davidem Lynchem. Producentkou a střihačkou snímku se stala dlouhodobá režisérova partnerka a spolupracovnice Mary Sweeneyová, která se také podílela s Johnem E. Roachem na scénáři. Hudbu jako k většině Lynchových filmů zkomponoval Angelo Badalamenti.
Snímek je založen na skutečné události Američana Alvina Straighta, který se vydal na zahradní sekačce napříč Iowou navštívit svého bratra v sousedním Wisconsinu. Alvin (Richard Farnsworth) je penzista a veterán z druhé světové války žijící s duševně postiženou dcerou Rose (Sissy Spacek). Když se dovídá, že bratr Lyle (Harry Dean Stanton) utrpěl mozkovou mrtvici, rozhodne se jej navštívit, přestože s ním od hádky několik let nekomunikuje. Pro tělesnou slabost způsobenou stářím již však nevlastní řidičský průkaz, cestu hromadnou dopravou odmítá, a tak se na 240 mil dlouhou pouť z Laurens do Mount Zionu vydává na staré zahradní sekačce John Deere 110.

## Děj
Alvin Straight je 73letý důchodce, žijící s jednou ze svých dcer Rose v iowském městečku Laurens. Jednoho dne se dozví, že jeho bratra Lylea, se kterým už deset let nekomunikuje kvůli hádce, stihla mozková mrtvice a rozhoduje se jej navštívit a obnovit vztah.
Problém nastává s dopravou do 240 mil vzdáleného Mount Zion ve Wisconsinu, kde bydlí jeho sourozenec. Věc komplikuje zdravotní stav. K chůzi musí Alvin používat opěru dvou holí. Pro slabé oči a stáří již nevlastní řidičák, autobusem jet odmítá, a tak se začátkem září vydává za úžasu spoluobčanů a dcery na dlouhou cestu prostřednictvím sekačky na trávu, za níž je zapojen přívěs. První pokus selhává, když mu stroj vypovídá službu a domů je přivezen na korbě pick-upu.

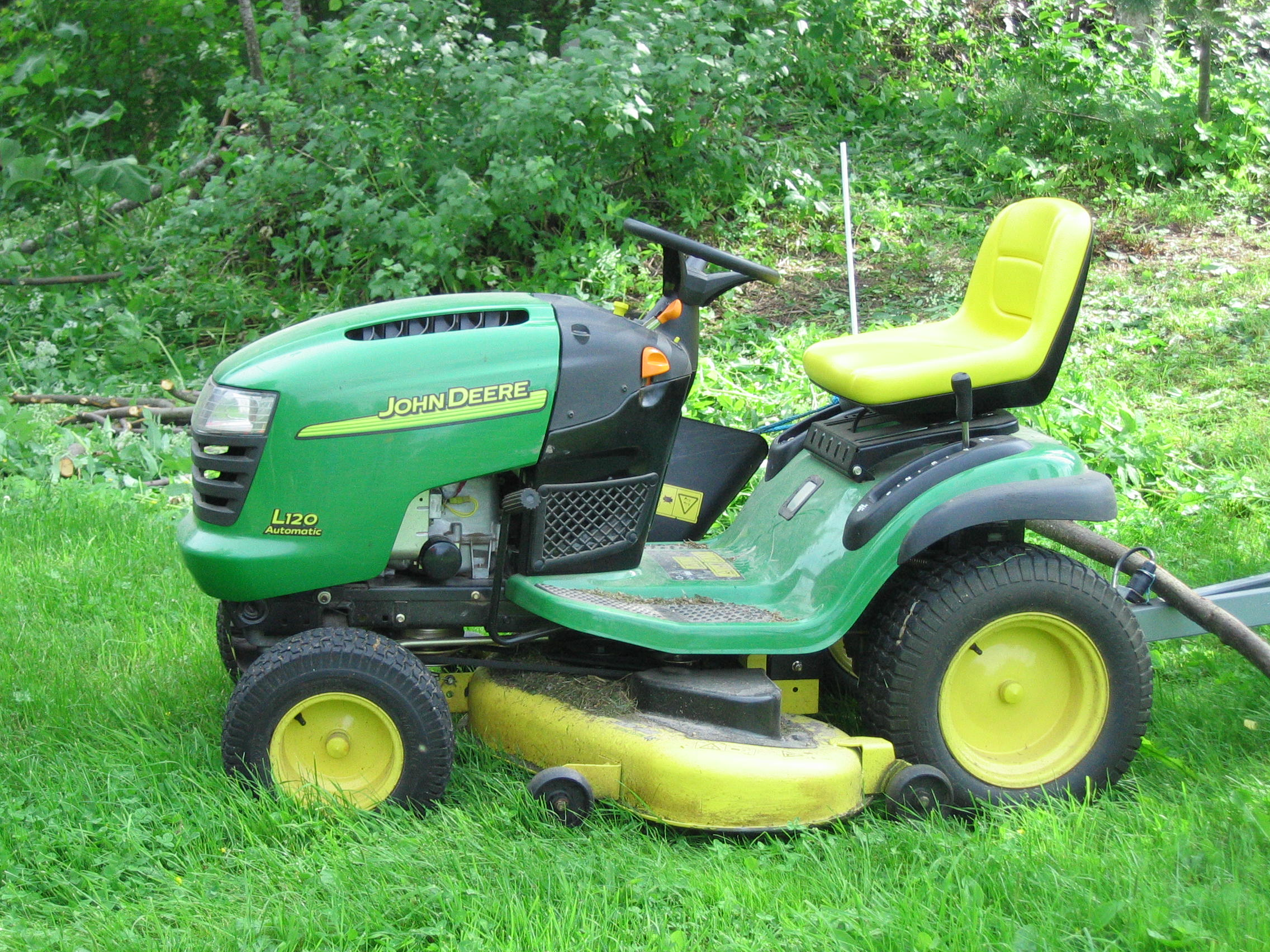
Sekačka na trávu John Deere

Úmyslu se však odmítá vzdát a od prodejce zemědělských strojů zakupuje třicet let starou sekačku John Deere 110, která jej veze přes pitoreskní rozlehlé pláně a kopce Iowy. Během cesty potkává mladou dívku v pátém měsíci těhotenství, jež utekla od rodiny. Po večerním povídání se nastávající matka vrací domů. Další večer stráví spolu s členy každoročního cyklistického závodu přejezdu Iowy – RAGBRAI (Register's Annual Great Bicycle Ride Across Iowa). Na otázku, co je vlastně na stáří nejhorší jednoduše odpovídá: „Vzpomínky na to, když jste byli mladí.“
Na cestě skrze kukuřičnými lány jej zastihuje bouřka, před kterou se ukrývá v otevřené stodole. Na jednom z příkrých svahů se řemen sekačky přetrhává. Alvin se řítí velkou rychlostí mezi dobrovolné hasiče, kteří mají cvičení. Pomoc mu nabízí místní manželský pár, jenž jej nechává několik dnů na své zahradě, zatímco mu dva bratři Harald a Thorvald Olsenovi opravují sekačku. Mezitím telefonuje dceři Rose, aby mu na jeho dočasné útočiště zaslala důchod. Muž mu nabízí odvoz autem, což Alvin odmítá. Je rozhodnut cestu trvající již pět týdnů dokončit sám. Ve městě během krátkého zahradního pobytu zajde s jedním z vrstevníků do restaurace na kus řeči. U baru si sdělují zážitky z druhé světové války a z dětství.
Alvin se s opravenou sekačkou vydává na poslední část dobrodružné cesty. Přejíždí hraniční řeku Mississippi a ocitá se ve Wisconsinu. Noc tráví u hřbitova, kam mu přináší večeři místní kněz. Shodou okolností poznal jeho bratra Lylea v nemocnici, kde se zotavoval z cévní příhody. Vyslechne si jejich životní příběh a stařík od něj získává požehnání k úmyslu usmíření.
Po úmorné pouti konečně přijíždí k malému obydlí ukrytému v přírodě. Konečně se setkává s bratrem. Jednoho z nich podpírají dvě hole, druhý je zaklesnut do chodítka. Lyle se jej ptá, zdali cestu na sekačce vykonal pouze proto, aby se opět společně setkali. Alvin odpovídá – „ano“. Oba usedají na verandu, rozkol je překonán. Sdílí svou blízkost a dívají se na hvězdnaté nebe, jako když v dětství spávali pod noční otevřenou oblohou.

## Obsazení
- Richard Farnsworth – Alvin Straight
- Sissy Spacek – Rose Straight
- Jane Gallowayová Heitzová – Dorothy
- Joseph Carpenter – Bud
- Donald Wiegert – Sig
- Ed Grennan – Pete
- Jack Walsh – Apple
- James Cada – Danny Riordan
- Wiley Harkerová – Verlyn Heller
- Kevin Farley – Harald Olsen
- John P. Farley – Thorvald Olsen
- Anastasia Webbová – Crystal
- Barbara E. Robertsonová – žena v prodejně zemědělských strojů
- John Lordan – duchovní
- Everett McGill – Tom
- Harry Dean Stanton – Lyle Straight

## Soundtrack
Všechny skladby složil Angelo Badalamenti.

### Seznam skladeb
1. „Laurens, Iowa“
2. „Rose's Theme“
3. „Laurens Walking“
4. „Sprinkler“
5. „Alvin's Theme“
6. „Final Miles“
7. „Country Waltz“
8. „Rose's Theme (Variation)“
9. „Country Theme“
10. „Crystal“
11. „Nostalgia“
12. „Farmland Tour“
13. „Montage“

## Produkce
Příběh Alvina Straighta byl natáčen na silnicích, na kterých hlavní hrdina podnikl skutečnou cestu. Všechny scény byly nasnímány v chronologickém sledu.
Na rozdíl od předchozích Lynchových filmů bylo toto dílo po debutu v Cannes poprvé šířeno distribuční společností Walt Disney Pictures. Motion Picture Association of America mu udělila klasifikaci „G – vhodné pro jakýkoliv věk“. Jedná se o premiérový snímek, do jehož scénáře režisér vůbec nezasáhl. Podobně jako ve většině jeho ostatních filmů DVD neobsahuje jednotlivé kapitoly, protože Lynch požaduje, aby jeho díla byla sledována jako jednolitý celek.
Představitel Straighta herec Richard Farnsworth natáčel již v terminálním stádiu kostního zhoubného nádoru, který mu přivodil ochrnutí dolních končetin. Tyto zdravotní komplikace jsou ve filmu zachyceny. Roli pojal jako poctu skutečnému Alvinu Straightovi. V důsledku bolestí způsobených vážnou nemocí rok po dokončení filmu spáchal sebevraždu zastřelením na svém ranči v novomexickém Lincolnu..

## Kritika
Snímek byl většinově oceňován především za Lynchovo zpracování neobvyklého námětu. Rok po premiéře měl na Rotten Tomatoes hodnocení 95 %.

## Ocenění
Nezávislé drama získalo celkem dvanáct cen a dvacet devět nominací.
Na Filmovém festivalu v Cannes 1999 bylo nominováno na Zlatou palmu. Richard Farnsworth získal v osmdesáti letech nominaci na Oscara za nejlepší mužský herecký výkon v hlavní roli pro jeho přesvědčivé podání Alvina Straighta a stal se tak nejstarším hercem navrženým na Cenu Akademie. Tento rekord překonali až na 84. ročníku udílení 2012 nominovaní Max von Sydow a Christopher Plummer, oba ve věku osmdesáti dvou let. Plummer se poté stal nejstarším oscarovým vítězem mezi herci.